# Organização de memória
Há várias maneiras de organizar memórias com respeito ao modo como elas estão conectadas à cache:
1. organização de memória de largura de uma palavra (one-word-wide)
2. organização de largura de memória
3. organização intercalada de memória
4. organização independente de memória

## Largura de uma palavra
A memória possui largura de uma palavra e é conectadas através de um barramento de largura também de uma palavra à memória cache.

## Largura
A memória possui comprimento maior que uma palavra (normalmente com largura de quatro palavras) e é conectada à memória cache de baixo nível(que também é de largura) por um barramento de largura equiparada. Da memória cache, multiplos barramentos de comprimento de uma palavra vão para um MUX que seleciona o barramento correto para conectar à memória cache de alto nível.

## Intercalada
Há vários bancos de memória que possuem comprimento de uma palavra e um barramento de largura de uma palavra. Existe uma espécie de lógica na memória que seleciona o banco correto para ser utilizado quando a memória é acessada pela cache.
A intercalação de memória é um meio de distribuir endereços individuais sobre módulos de memória. Seu objetivo é manter a maioria dos módulos ocupados como ocorrências computacionais. Com a intercalação de memória os bits k de baixa ordem do endereço de memória selecionam um módulo e os bits m de alta ordem nomeiam um local dentro daquele módulo. Conseqüentemente, endereços consecutivos ficam localizados em módulos sucessivos. Uma requisição de acesso à localizações consecutivas de memória podem manter vários módulos ocupados ao mesmo tempo.

## Independente
Há vários bancos que podem ser todos acedidos ao mesmo tempo por vários barramentos.